# Circonscription de McMahon

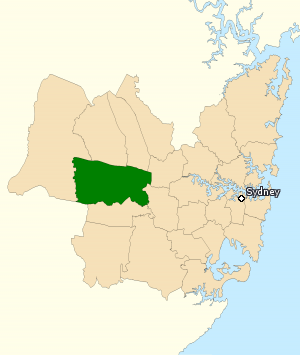
La circonscription de McMahon à Sydney en Nouvelle-Galles du Sud.

La circonscription de McMahon est une nouvelle circonscription électorale australienne en Nouvelle-Galles du Sud. Elle est située dans la banlieue ouest de Sydney. Elle remplace en grande partie celle de Prospect qui a été supprimée et sera convoitée par l'actuel député de Prospect, Chris Bowen, du Parti travailliste.
La circonscription porte le nom de l'ancien Premier ministre d'Australie William McMahon.

## Députés
| Nom         | Parti        | Période de mandat |
| ----------- | ------------ | ----------------- |
| Chris Bowen | Travailliste | 2010–en cours     |